# ル・ポールのドラァグ・レース
『ル・ポールのドラァグ・レース』（英語: RuPaul's Drag Race）は、アメリカ合衆国のリアリティ番組であり、LGBT+向けのテレビチャンネル・ロゴテレビにて放送されている。
米ドラァグ・クイーン界の大御所であるル・ポールが主催する勝ち抜きコンテストで、「アメリカズ・ネクスト・ドラァグ・スーパースター」の称号と賞金10万〜20万ドルを目指し、クイーンたちが様々な課題に挑戦する。クイーンたちは課題を通して「カリスマ、個性、度胸、才能」を競い、下位に選ばれた2人が口パク対決をする。口パク対決に破れたクイーンは、その週の脱落者となる。(例外として両者生存又は両者脱落もあり)個性的で豪華絢爛な衣装や、クイーンたちの織りなす人間ドラマ、毎週登場する豪華なゲストたちも見どころ。これまでにアリアナ・グランデ、クリスティーナ・アギレラ、レディー・ガガ、ケイティ・ペリーなどがゲストとして出演した。またシーズン14、16からでは準優勝者にも、シーズン16からは脱落したファイナリストにも賞金が贈られた。シーズン13からシーズン16までは、最もダサかったファッションをしたクイーンを称えて「ゴールデン・ブーツ・アワード」が毎年1人授与されていた。シーズン17から廃止された。シーズン14からは、ファイナリスト達によるオリジナル楽曲が披露された。またシーズン16からは、ファイナルまでに脱落したクイーンたちによる口パクトーナメントが行われている。

## シリーズの概要
| シーズン | 放送開始日    | 放送終了日    | 勝者                         | 準優勝                                  | ミス・コンジニアリティ                | ゴールデン・ブーツ・アワード   | Queen of SDADHH            | 優勝賞金・賞品 |
| -------- | ------------- | ------------- | ---------------------------- | --------------------------------------- | ------------------------------------- | ------------------------------ | -------------------------- | --- |
| 1        | 2009年1月2日  | 2009年3月23日 | ビビ・ザハラ・ベネ           | ニナ・フラワーズ                        | ニナ・フラワーズ                      | N/A                            | N/A                        | - 賞金2万ドル - アブソルート・ウォッカがスポンサードするロゴテレビのドラァグ・レース・ツアーへの参加 - l.a.Eyeworksの広告キャンペーンへの参加 - ペーパー誌への見開き写真の掲載 - Fierce Drag Jewels提供の王冠 |
| 2        | 2010年2月1日  | 2010年4月26日 | タイラ・サンチェス           | レイヴン                                | パンドラ・ボックス                    | N/A                            | N/A                        | - 賞金7万5000ドル - NYX Cosmeticsの化粧品一生分、NYXCosmetics.comの広告への出演 - アブソルート・ウォッカがスポンサードするロゴテレビのドラァグ・レース・ツアーへの参加 - Fierce Drag Jewels提供の王冠         |
| 3        | 2011年1月24日 | 2011年3月2日  | ラージャ                     | マニラ・ルソン                          | ヤラ・ソフィア                        | N/A                            | N/A                        | - 賞金10万ドル - クリオランの化粧品一生分 - ALandChuck社提供の旅行券 - アブソルート・ウォッカがスポンサードするドラァグ・レース・ツアーへの参加 - Fierce Drag Jewels提供の王冠                                |
| 4        | 2012年1月30日 | 2012年4月30日 | シャロン・ニードルズ         | チャド・マイケルズ フィ・フィ・オハラ   | ラトリス・ロイヤル                    | N/A                            | N/A                        | - 賞金10万ドル - NYX Cosmeticsの化粧品一生分 - ALandChuck社提供の旅行券 - アブソルート・ウォッカがスポンサードするドラァグ・レース・ツアーへの参加 - Fierce Drag Jewels提供の王冠                             |
| 5        | 2013年1月28日 | 2013年3月6日  | ジンクス・モンスーン         | ロキシー・アンドリュース アラスカ       | アイビー・ウィンターズ                | N/A                            | N/A                        | - 賞金10万ドル - Colorevolutionの化粧品を含む賞品パッケージ - ALandChuck社提供の旅行券 - アブソルート・ウォッカがスポンサードするドラァグ・レース・ツアーへの参加 - Fierce Drag Jewels提供の王冠              |
| ６       | 2014年2月24日 | 2014年5月19日 | ビアンカ・デル・リオ         | アドア・デラノ コートニー・アクト       | ベンデラクレーム                      | N/A                            | N/A                        | - 賞金10万ドル - Colorevolutionの化粧品を含む賞品パッケージ - Fierce Drag Jewels提供の王冠 |
| 7        | 2015年3月2日  | 2015年6月1日  | ヴァイオレット・チャチキ     | ジンジャー・ミンジ パール               | カーチャ                              | N/A                            | N/A                        | - 賞金10万ドル - アナスタシア・ビバリーヒルズの化粧品1年分 - Fierce Drag Jewels提供の王冠と王笏 |
| 8        | 2016年3月7日  | 2016年5月16日 | ボブ・ザ・ドラァグ・クイーン | キム・チー ナオミ・スモールズ           | シンシア・リー・フォンテイン          | N/A                            | N/A                        | - 賞金10万ドル - アナスタシア・ビバリーヒルズの化粧品1年分 - Fierce Drag Jewels提供の王冠と王笏 |
| 9        | 2017年3月24日 | 2017年6月23日 | サーシャ・ベロア             | ペパーミント                            | ヴァレンティーナ                      | N/A                            | N/A                        | - 賞金10万ドル - アナスタシア・ビバリーヒルズの化粧品1年分 - Shandar Fashion Accessories & Shoes提供の王冠と王笏                                                                                              |
| 10       | 2018年3月22日 | 2018年6月28日 | アクエリア                   | ユリーカ・オハラ キャメロン・マイケルズ | モネ・X・チェンジ                     | N/A                            | N/A                        | - 賞金10万ドル - アナスタシア・ビバリーヒルズの化粧品1年分 - Fierce Drag Jewels提供の王冠と王笏 |
| 11       | 2019年2月28日 | 2019年5月30日 | イーヴィー・オッドリー       | ブルック・リン・ハイツ                  | ニナ・ウエスト                        | N/A                            | N/A                        | ・賞金10万ドル ・アナスタシア・ビバリーヒルズのコスメ1年分 |
| 12       | 2020年2月28日 | 2020年5月29日 | ジェイダ・エッセンス・ホール | クリスタル・メシッド ジジ・グッド       | ハイディ・N・クローゼット             | N/A                            | N/A                        | ・賞金10万ドル ・アナスタシア・ビバリーヒルズのコスメ1年分 |
| 13       | 2021年1月1日  | 2021年4月23日 | シモーネ                     | キャンディ・ミューズ                    | ララ・リ                              | ララ・リ                       | N/A                        | ・賞金10万ドル ・アナスタシア・ビバリーヒルズのコスメ1年分 |
| 14       | 2022年1月7日  | 2022年4月22日 | ウィロー・ピル               | レーディ・カムデン                      | コーンブレッド・ザ・スナック・ジェテ  | マディ・モーフォシス           | N/A                        | ・賞金15万ドル ・賞金５万ドル (準優勝) ・賞金１万ドル（ミス・コンジニアリティ） ・アナスタシア・ビバリーヒルズのコスメ1年分                                                                                   |
| 15       | 2023年1月6日  | 2023年4月14日 | サーシャ・コルビー           | アニトラ                                | マレーシア・ベビードール・フォックス  | サリーナ・エスチチーズ         | N/A                        | ・賞金20万ドル ・アナスタシア・ビバリーヒルズのコスメ1年分 |
| 16       | 2024年1月5日  | 2024年4月19日 | ニンフィア・ウィンド         | サフィラ・クリスタル                    | サフィラ・クリスタル ヅナミ・ミューズ | アマンダ・トーリ・ミーティング | モルフィン・ラブ・ディオン | ・賞金20万ドル (優勝) ・賞金2万5千ドル (準優勝及び3位) ・賞金5万ドル (Queen of SDADHH) 賞金１万ドル （ミス・コンジニアリティ） ・アナスタシア・ビバリーヒルズのコスメ1年分                                    |

## 受賞
- 第73回プライムタイム・エミー賞最優秀コンペティション番組賞 - 受賞[3]